# Square Albert-Schweitzer
Square Albert-Schweitzer je square v Paříži ve 4. obvodu. Nese jméno nositele Nobelovy ceny za mír Alberta Schweitzera (1875–1965). Square o rozloze 9800 m2 bylo zřízeno v roce 1968.

## Umístění
Vstup na square je přes dům č. 5 v Rue des Nonnains-d'Hyères.